# Daniel Menlös
Daniel Menlös, född 27 november 1699 i Arboga, död 13 juni 1743 i Lund, var en svensk matematiker.
Menlös biträdde en tid sin far i vapensmedsyrket och blev därefter student vid Uppsala universitet 1720. Sedan han 1723 fått tillfälle att besöka Finland och Ryssland för studier i mekanik och efter hemkomsten erhållit en liten pension, var han 1728–30 Mårten Triewalds medhjälpare vid föreläsningarna på Riddarhuspalatset i Stockholm, antogs till stipendiat i Bergskollegium 1731 och användes vid åtskilliga praktiskt mekaniska förrättningar. Han utnämndes 1732 till professor i matematik vid Lunds universitet, på villkoret att universitetet fick överta Triewalds instrumentsamling. Vid universitetet gjorde han sig bekant mindre som lärare och vetenskapsman än genom de strider, som han nästan oavbrutet förde med sina kollegor och som slutligen föranledde konsistoriet att begära hans avsked från universitetet, en åtgärd som genom hans död blev överflödig. Han hade under våren 1743 även fungerat som universitetets rektor.
Han var sedan 1736 ledamot av Academia leopoldino-carolina naturæ curiosorum (då egentligen residerande i Nürnberg). Menlös utgav under sin vistelse i Stockholm en Kort beskrifning af den hydrostatiske wågbalcken (1728). Som akademisk författare inskränkte han sig till utgivandet av fyra avhandlingar, av vilka en behandlar maximi- och minimiproblemen och visar att Menlös tagit kännedom om differentialkalkylen, samt tre program, av vilka ett (1741) handlar Om et nytt sätt att segla utan vind, segel och åhror. Däremot var han en mycket flitig almanacksutgivare: åren 1734–45 utgavs årligen flera (ibland ända upp till och med fem) sådana, uträknade av Menlös samt beräknade till Göteborgs, Jönköpings, Karlskronas, Lunds, Stockholms och Västerås horisonter.
Carl Fehrman skrev i boken Lärdomens Lund (1984): "Nya tvister och gräl kantade Menlös akademiska bana; ingen av 1700-talets professorer har fått ett dystrare eftermäle. Men Daniel Menlös har dock äran av att ha fört den nya fysiken till Lund. Han föreläste offentligt i matematik, geometri, matematisk geografi och fysik. Bevarade föreläsningsanteckningar från hans fysikundervisning visar, att han på alla punkter, både då det gällde tyngdlagen, rörelselagarna och ljusets brytning, följde Newtons lära."